# ドリームアヘッド
ドリームアヘッド（Dream Ahead,2008年2月20日 - ）はイギリスで調教された競走馬である。主な勝ち鞍は2010年モルニ賞、ミドルパークステークス、2011年ジュライカップ、スプリントカップ、フォレ賞である。

## 競走馬時代

### 2歳（2010年）
7月16日のノッティンガム競馬場の未勝利戦でウィリアム・ビュイックを背にデビューして初勝利を挙げる。8月22日のモルニ賞を勝利してG1初制覇を果たした。10月1日のミドルパークステークスも勝利してG1連勝とした。10月16日のデューハーストステークスは5着に敗れた。

### 3歳（2011年）
5月6日のセントジェームズパレスステークスに出走するも5着に敗れた。7月9日のジュライカップはヘイリー・ターナーを背に3度目のG1制覇を果たす。鞍上をビュイック騎手に戻して8月7日のモーリス・ド・ゲスト賞は7着に敗れた。9月3日のスプリントカップは勝利して4度目のG1制覇。10月2日のフォレ賞も勝利して5度目のG1制覇を果たした。

## 種牡馬時代
2017年8月13日にアルヴケールがジャック・ル・マロワ賞を制して産駒G1初制覇を果たした。

### 主な産駒
- 2013年産
  - Donjuan Triumphant - ブリティッシュ・チャンピオンズ・スプリントステークス 、クリテリウムドメゾンラフィット（仏G2）
- 2014年産
  - Al Wukair - ジャック・ル・マロワ賞、ジェベル賞（仏G3）
  - Dream of Dreams - スプリントカップ、ダイヤモンドジュビリーステークス、ハンガーフォードステークス（英G2）
- 2016年産
  - Glass Slippers - アベイ・ド・ロンシャン賞、フライングファイブステークス、ブリーダーズカップ・ターフスプリント、プティクヴェール賞（仏G3）

## 血統表
| ドリームアヘッドの血統                | ドリームアヘッドの血統           | ドリームアヘッドの血統           | （血統表の出典）                 | （血統表の出典） |
| 父系                                  | インリアリティ系                 | インリアリティ系                 | インリアリティ系                 | [ § 2 ]          |
| 父 *ディクタット 1995 黒鹿毛 イギリス | 父の父*ウォーニング 1985 黒鹿毛  | Known Fact                       | In Reality                       | In Reality       |
| 父 *ディクタット 1995 黒鹿毛 イギリス | 父の父*ウォーニング 1985 黒鹿毛  | Known Fact                       | Tamerett                         |                  |
| 父 *ディクタット 1995 黒鹿毛 イギリス | 父の父*ウォーニング 1985 黒鹿毛  | Slightly Dangerous               | Roberto                          | Roberto          |
| 父 *ディクタット 1995 黒鹿毛 イギリス | 父の父*ウォーニング 1985 黒鹿毛  | Slightly Dangerous               | Where You Lead                   |                  |
| 父 *ディクタット 1995 黒鹿毛 イギリス | 父の母*アルヴォラ 1990 黒鹿毛    | Sadler's Wells                   | Northern Dancer                  | Northern Dancer  |
| 父 *ディクタット 1995 黒鹿毛 イギリス | 父の母*アルヴォラ 1990 黒鹿毛    | Sadler's Wells                   | Fairy Bridge                     |                  |
| 父 *ディクタット 1995 黒鹿毛 イギリス | 父の母*アルヴォラ 1990 黒鹿毛    | Park Appeal                      | Ahonoora                         | Ahonoora         |
| 父 *ディクタット 1995 黒鹿毛 イギリス | 父の母*アルヴォラ 1990 黒鹿毛    | Park Appeal                      | Balidaress                       |                  |
| 母 Land of Dreams 1995 鹿毛 イギリス  | 母の父Cadeaux Genereux 1985 栗毛 | Young Generation                 | Balidar                          | Balidar          |
| 母 Land of Dreams 1995 鹿毛 イギリス  | 母の父Cadeaux Genereux 1985 栗毛 | Young Generation                 | Brig o'Doon                      |                  |
| 母 Land of Dreams 1995 鹿毛 イギリス  | 母の父Cadeaux Genereux 1985 栗毛 | Smarten Up                       | Sharpen Up                       | Sharpen Up       |
| 母 Land of Dreams 1995 鹿毛 イギリス  | 母の父Cadeaux Genereux 1985 栗毛 | Smarten Up                       | Languissola                      |                  |
| 母 Land of Dreams 1995 鹿毛 イギリス  | 母の母Sahara Star 1989 黒鹿毛    | Green Desert                     | Danzig                           | Danzig           |
| 母 Land of Dreams 1995 鹿毛 イギリス  | 母の母Sahara Star 1989 黒鹿毛    | Green Desert                     | Foreign Courier                  |                  |
| 母 Land of Dreams 1995 鹿毛 イギリス  | 母の母Sahara Star 1989 黒鹿毛    | Vaigly Star                      | Vaigly Star                      | Vaigly Star      |
| 母 Land of Dreams 1995 鹿毛 イギリス  | 母の母Sahara Star 1989 黒鹿毛    | Vaigly Star                      | Dervaig                          |                  |
| 母系(F-No.)                           | (FN:1-b)                         | (FN:1-b)                         | (FN:1-b)                         | [ § 3 ]          |
| 5代内の近親交配                       | Northern Dancer 4×5、Balidar 5×4 | Northern Dancer 4×5、Balidar 5×4 | Northern Dancer 4×5、Balidar 5×4 | [ § 4 ]          |
| 出典                                  | 1. 2. 3. 4.                      | 1. 2. 3. 4.                      | 1. 2. 3. 4.                      | 1. 2. 3. 4.      |